# Țarevți, Tărgoviște
Țarevți (în bulgară Царевци) este un sat în comuna Omurtag, regiunea Tărgoviște,  Bulgaria. 

## Demografie
Componența etnică a satului Țarevți
     Bulgari (15,62%)
     Turci (82,81%)
     Nicio identificare (1,56%)
     Altele (0%)
La recensământul din 2011, populația satului Țarevți era de 64 locuitori. Din punct de vedere etnic, majoritatea locuitorilor (82,81%) erau turci, cu o minoritate de bulgari (15,62%). Pentru 1,56% din locuitori nu este cunoscută apartenența etnică.